# Iraí
Iraí là một đô thị thuộc bang Rio Grande do Sul, Brasil. Đô thị này có diện tích 182,185 km², dân số năm 2007 là 8468 người, mật độ 46,48 người/km².